# Бісерка Раджич
Бісерка Раджчич (серб. Бисерка Рајчић, нар. 1940, м. Єлашниця) — сербська перекладачка польської літератури.

## Життєпис
Закінчила філологічний факультет у Белградському університеті. Була студенткою та продовжувачкою перекладацької роботи перекладача польської літератури Петара Вуйчича. Перекладає з польської, а також із російської, чеської, словацької та болгарської мов. З 1967 року співпрацює з Радіо Белград.
Вона є авторкою багатьох есе та статей із польської літератури та мистецтва, зокрема театру. Бібліографія Б. Раджчич включає 1584 статті та 77 публікацій з різних гуманітарних наук. У списку польських авторів, твори яких вона переклала, є понад 330 польських письменників, а також філософів та істориків, серед них: Станіслав Віткевич, Вітольд Ґомбрович, Тадеуш Ружевич, Славомир Мрожек, Ервін Аксер, Тадеуш Кантор, Кристіан Люпа, Ян Котт, Єжи Зьомек, Едвард Чато, Костянтин Пузина та інші.
У 2000—2004 роках за її перекладом були поставлені п'єси Інгмара Вілкгіста та Кшиштофа Бізьо «<i id="mwIA">Досьє</i> Тадеуша Ружевича», «Антигона в Нью-Йорку» та «Четверта сестра Януша Ґловацького».
Бісерка Раджич є авторкою монографії «Польська цивілізація» — узагальнення знань про польську культуру, опублікованої у 2003 р. (Ред.) Geopoetika) і книга «Мій Krakov.»
У 2015 році видавництво «Універсітас» видало присвячену їй книгу, що називалася просто «Бісерка» (або «Перелка»). Її автор — Лукаш Маньчик. Видання отримало лаври Краківської книги місяця.

## Нагороди та відзнаки
За свою перекладацьку діяльність Б. Раджич удостоєна таких відзнак:
- Орден «За заслуги перед Польщею»
- Премія Йована Максимовича за переклади з російської мови
- Премія ZAiKS
- Премія Станіслава Ігнація Віткевича за пропаганду польської театральної культури у всьому світі
- Премія Збігнєва Домініака перекладачам польської поезії на слов'янські мови.

У 2009 році вона стала лауреатом премії «Трансатлантик» від Інституту книги, присудженої найвидатнішим перекладачам польської літератури під час Другого світового конгресу перекладачів польської літератури у Кракові. Також Б. Раджич була висунута Асоціацією польських письменників кандидатом на почесне громадянство міста Кракова, а постанову про надання цієї відзнаки проголосувала міська рада Кракова .